# التوس، پایوی
التوس، پایوی (به پرتغالی: Altos, Piauí) یک سکونتگاه مسکونی در برزیل است که در پیاوی واقع شده‌است.